# Схема захода

Полёт по кругу — классическая схема захода

Схема захода на посадку — установленный маршрут в районе аэродрома, по которому воздушное судно выполняет полёт от точки входа в район аэродрома до выхода на предпосадочную прямую, то есть выполняет заход на посадку.
Схема захода на посадку обеспечивает безопасность, разведение прибывающих и вылетающих воздушных судов, помогает соблюдать эшелонирование. Существует несколько типов захода, для каждого аэродрома публикуются определённые схемы. Выбор той или иной схемы обусловлен географическим расположением аэродрома и наличием на аэродроме того или иного радионавигационного оборудования (например, курсо-глиссадная система, VOR, ОСП, РСП).
В СССР наибольшее распространение получила схема полёта по аэродромному кругу типа «коробочка» (практически существовала одна универсальная схема для всех аэродромов с небольшими вариациями). Маршрут («круг») выглядит как прямоугольник со скруглёнными углами (так называемыми «разворотами»). На большинстве схем аэродромов было по два прямоугольных маршрута — т. н. «большая коробочка» и «малая коробочка».
Стандартная высота круга составляет 600 метров для аэродромов в равнинной местности и 1200 метров — в горной местности.
После взлёта и набора безопасной высоты самолёт выполняет первый разворот на 90° вправо или влево (соответственно, схемы бывают правые и левые), затем после создания бокового уклонения относительно ВПП на 8 или 12 км выполняется второй разворот, и самолёт движется параллельно ВПП в направлении обратном направлению взлёта и посадки. Затем выполняются, соответственно, третий и четвёртый развороты. Места выполнения разворотов — определённые географические точки (указанные на схеме захода на посадку для данного аэродрома).
При подлёте к аэродрому воздушное судно может быть направлено диспетчером ко второму, третьему или сразу четвёртому развороту, или, например, к траверзу ДПРМ. Это означает, что экипаж начинает выполнение схемы захода на посадку с указанной точки. Полёт по кругу выполняется на высоте круга, кроме того, для каждого разворота высота полёта может быть задана отдельно. Такая схема полёта по аэродромному кругу позволяет достаточно просто и с достаточной точностью выйти на предпосадочную прямую.
Сначала может выполняться пролёт любого ориентира ВПП (привода (ДПРМ, БПРМ), VOR, маркерного радиомаяка, самой ВПП, даже, например, костра), затем выполняется полёт по прямоугольному маршруту с регистрацией времени полёта на каждом отрезке. Зная скорость и время полёта, легко вычислить пролетаемые расстояния. Зная расстояние между первым и вторым разворотами, легко найти время полёта между третьим и четвёртым разворотами для выхода на предпосадочную прямую в створ полосы. Для этого также может применяться фиксированное время полёта после прохождения траверза привода.
Ещё одной схемой полёта по аэродромному кругу является «восьмёрка». Пример — аэропорт Пулково. В данной схеме второй разворот производится не на курс, обратный посадочному, с траверзом на ДПРМ, как в стандартной «коробочке», а на саму ДПРМ (БПРМ, в зависимости от схемы). После пролёта ДПРМ (БПРМ), при необходимости, выполняется доворот на курс к третьему развороту. Далее как в стандартной «коробочке». Различия: в «коробочке» все развороты либо правые, либо левые, пролёт траверза приводной радиостанции, в «восьмёрке» два правых и два левых разворота, пролёт самой приводной радиостанции.
Из-за сильно возросшей в наши дни нагрузки на аэродромы классический полёт по аэродромному кругу встречается реже, оставаясь возможным лишь для выполнения особых процедур, например полёта без возможности ведения радиосвязи. Схема же ухода на второй круг часто выполняется через обязательное нахождение в зоне ожидания.
Схемы заходов на посадку всех аэродромов публикуются и регулярно обновляются в аэронавигационных сборниках.

## Стандартный маршрут прибытия (STAR)
При публикации схемы захода часто обозначают термином стандартный маршрут прибытия по приборам, STAR (англ. Standard terminal arrival route). Как правило, в данном случае классический полёт по кругу не находит применения, схемы чаще приводят сразу в район третьего или четвёртого разворота или на предпосадочную прямую.

## Термины
- Глиссада, она же предпосадочная прямая — заключительная часть схемы захода на посадку от точки выхода из четвёртого разворота до точки приземления.
- Установленный маршрут — маршрут вне воздушной трассы, местной воздушной линии, согласованный с компетентными органами, заинтересованными ведомствами и организациями и предназначенный для исполнения авиационных работ.
- Район аэродрома — воздушное пространство над аэродромом и прилегающей к нему местностью в установленных границах в горизонтальной и вертикальной плоскостях.
- Аэродромный круг полётов (схема полёта в зоне взлёта и посадки) — установленный маршрут в районе аэродрома, по которому (или части которого) выполняется набор высоты после взлёта, снижение для захода на посадку, ожидание посадки, выполнение полёта над аэродромом.
- Зона взлёта и посадки — воздушное пространство от уровня аэродрома до высоты второго эшелона включительно, в границах, обеспечивающих маневрирование воздушных судов при взлёте и заходе на посадку.